# ピエーヴェ・ドルミ
ピエーヴェ・ドルミ（伊: Pieve d'Olmi）は、イタリア共和国ロンバルディア州クレモナ県にある、人口約1,300人の基礎自治体（コムーネ）。

## 地理

### 位置・広がり

#### 隣接コムーネ
隣接するコムーネは以下の通り。括弧内のPRはパルマ県所属を示す。
- ボネメルセ
- マラニーノ
- サン・ダニエーレ・ポー
- ソスピーロ
- スターニョ・ロンバルド
- ポレージネ・ジベッロ (PR)

### 気候分類・地震分類
気候分類では、zona E, 2389 GGに分類される。
また、イタリアの地震リスク階級 (it) では、zona 3 (sismicità bassa) に分類される。

## 行政

### 分離集落
ピエーヴェ・ドルミには、以下の分離集落（フラツィオーネ）がある。
- Cà de' Gatti, Cà de' Staoli, San Fiorano